# Al-Nayrizi
Abū l-ʿAbbās al-Faḍl ibn Ḥātim al-Nayrīzī, detto al-Nayrīzī (in arabo ﺍﺑﻮ ﺍﻟﻌﺒﺎﺱ ﺍﻟﻔﻀﻞ ﺑﻦ ﺣﺎﺗﻢ ﺍﻟﻨﻴﺮﻳﺰﻱ‎?; Nayrīz, 865 – 922), è stato un astronomo e matematico persiano.

## Biografia
Autore di un commentario sulla traduzione araba degli Elementi di Euclide approntata da al-Ḥajjāj b. Yūsuf b. Maṭar, tradotto poi in latino da Gherardo da Cremona. In esso egli conservò alcuni estratti di commentari di Erone di Alessandria e di Simplicio.
Sono andati perduti i suoi due suoi Zīj e un commentario dell'Almagesto di Claudio Tolomeo, ma sono sopravvissuti suoi studi sulla sfera armillare e sulle congiunzioni astrologiche.
Fu conosciuto in Occidente col nome di Anaritius.